# The Word (Film)
The Word ist ein US-amerikanischer Dokumentar-Kurzfilm aus dem Jahr 1953, der von John Adams, der auch Regie führte, und John Healy produziert wurde. Der  Film war für einen Oscar in der Kategorie „Bester Dokumentarfilm“ nominiert.

## Inhalt
Der Film stellt Frank Laubach (1884–1970) und dessen Arbeit zur Alphabetisierung vor. Laubach war ein US-amerikanischer christlicher, evangelikaler Missionar und Mystiker, der auch als „Apostel der Analphabeten“ Bekanntheit erlangte. Er war 1935 auf den Philippinen tätig, wo er das Alphabetisierungsprogramm „Jeder unterrichtet Jeden“ („Each One Teach One“) entwickelte. Etwa 60 Millionen Menschen konnten mit seiner Methode das Lesen in ihrer eigenen Sprache lernen. Für Laubach war einer der Gründe, dass ein Teil der Menschen in Armut leben muss, neben Ungerechtigkeit, der Analphabetismus, eine der Ursachen dafür, dass es keinen Frieden in der Welt gab und gibt.

## Produktion
Es handelt sich um eine Produktion der Twentieth Century Fox Film Corporation.

## Auszeichnung
Oscarverleihung 1954
- Nominierung für John Adams und John Healy mit und für ihren Film in der Kategorie „Bester Dokumentarfilm (Kurzfilm)“
  - Die Auszeichnung ging an Walt Disney und dessen Film The Alaskan Eskimo.